# 2532 Sutton
2532 Sutton је астероид главног астероидног појаса са средњом удаљеношћу од Сунца која износи 2,372 астрономских јединица (АЈ).
Апсолутна магнитуда астероида је 12,7.